# Liste der Präsidenten der Vereinigten Staaten, die Freimaurer waren
Seit das Amt 1789 geschaffen wurde, haben 45 Personen als Präsident der Vereinigten Staaten gedient. (Joe Biden ist zwar der 46. Präsident, aber Grover Cleveland hatte zwei nicht direkt aufeinander folgende Amtszeiten.)
Von diesen sind 15 bekannte Freimaurer, Lyndon Johnson eingeschlossen, der nur den 1. Grad hat.

## Liste
Die folgenden U.S. Präsidenten waren Freimaurer. Sie gehörten verschiedenen Parteien an, überwiegend der Demokratischen Partei und der Republikanischen Partei.
| Name | Name                              | Partei                              | Präsidentschaft                                   | Details |
| ---- | --------------------------------- | ----------------------------------- | ------------------------------------------------- | --- |
|      | George Washington (1732–1799)     | Parteilos                           | 1. Präsident 30. April 1789 – 4. März 1797        | Initiiert am 4. November 1752, in Fericksburgh Loge Nr. 4, Fericksburg, Virginia. Gewählter Meister vom Stuhl am 20. Dezember 1788. |
|      | James Monroe (1758–1831)          | Demokratisch-Republikanische Partei | 5. Präsident 4. März 1817 – 4. März 1825          | Initiiert am 09. November 1775, in Williamsburg Loge Nr. 6, Williamsburg, Virginia im Alter von 17 Jahren während er am College von William & Mary studierte. |
|      | Andrew Jackson (1767–1845)        | Demokratische Partei                | 7. Präsident 4. März 1829 – 4. März 1837          | Mitglied der St. Tammany (später Harmony) Loge Nr. 1, Nashville, Tennessee. Gewählter Großmeister von Tennessee am 7. Oktober 1822, und diente bis zum 4. Oktober 1824. |
|      | James K. Polk (1795–1849)         | Demokratische Partei                | 11. Präsident 4. März 1845 – 4. März 1849         | Initiiert am 5. Juni 1820, in Columbia Loge Nr. 31, Columbia, Tennessee. |
|      | James Buchanan (1791–1868)        | Demokratische Partei                | 15. Präsident 4. März 1857 – 4. März 1861         | Initiiert am 11. Dezember 1816, in Loge Nr. 43, Lancaster, Pennsylvania. |
|      | Andrew Johnson (1808–1875)        | Demokratische Partei                | 17. Präsident 15. April 1865 – 4. März 1869       | Initiiert am 05. Ma1 1851, in Greenville Loge Nr. 119, Greenville, Tennessee. |
|      | James A. Garfield (1831–1881)     | Republikanische Partei              | 20. Präsident 4. März 1881 – 19. September 1881   | Initiiert am 19. November 1861, in Magnolia Loge Nr. 20, Columbus, Ohio |
|      | William McKinley (1843–1901)      | Republikanische Partei              | 25. Präsident 4. März 1897 – 14. September 1901   | Initiiert am 1. Mai 1865, in Hiram Loge Nr. 21, Winchester, Virginia. |
|      | Theodore Roosevelt (1858–1919)    | Republikanische Partei              | 26. Präsident 14. September 1901 – 4. März 1909   | Initiiert am 2. Januar 1901, in Matinecock Loge Nr. 806, Oyster Bay, New York. Aufstieg zum Meister-Grad am 24. April 1901. |
|      | William H. Taft (1857–1930)       | Republikanische Partei              | 27. Präsident 4. März 1909 – 4. März 1913         | Made a Mason at Sight am 18. Februar 1909, in Kilwinning Loge Nr. 356, Cincinnati, Ohio. |
|      | Warren G. Harding (1865–1923)     | Republikanische Partei              | 29. Präsident 4. März 1921 – 2. August 1923       | Initiiert am 28. Juni 1901, in Marion Loge Nr. 70, Marion, Ohio. Raised am 27. August 1920. |
|      | Franklin D. Roosevelt (1882–1945) | Demokratische Partei                | 32. Präsident 4. März 1933 – 12. April 1945       | Initiiert am Oktober 11, 1911, in Holland Loge Nr. 8, New York City. |
|      | Harry S. Truman (1884–1972)       | Demokratische Partei                | 33. Präsident 12. April 1945 – 20. Januar 1953    | Initiiert am 9. Februar 1909, in Belton Loge Nr. 450, Belton, Missouri. |
|      | Lyndon B. Johnson (1908–1973)     | Demokratische Partei                | 36. Präsident 22. November 1963 – 20. Januar 1969 | Initiiert am 30. Oktober 1937 in Johnson City Loge Nr. 561 in Johnson City, Texas. Stieg nicht weiter auf und wurde kein Vollmitglied seiner Loge. Robert A. Caro erwähnt Johnson's freimaurerische Mitgliedschaft oder sein Scheitern beim Aufsteigen nicht in seinem Buch: The Path to Power (1982) der vierteiligen Biografie von Johnson (englisch). |
|      | Gerald Ford (1913–2006)           | Republikanische Partei              | 38. Präsident 9. August 1974 – 20. Januar 1977    | Initiiert am 30. September 1949, in der Malta Loge Nr. 465. |

Darüber hinaus war Ronald Reagan ein Freimaurer ehrenhalber und Bill Clinton war als Jugendlicher in der freimaurerischen Jugendorganisation DeMolay International (Order von DeMolay), wurde aber nie ein Freimaurer.